# T.M.スティーヴンス
T.M.スティーヴンス（T. M. Stevens、1951年7月28日 - 2024年3月10日）は、アメリカ合衆国ニューヨーク州ニューヨーク市ブロンクス区出身のミュージシャン、ベース奏者、歌手、作曲家、音楽プロデューサー。スティーヴンスは自身の音楽を「ヘヴィメタル・ファンク」と称している。

## 来歴
11歳の時にアポロシアターでジェームス・ブラウンの公演を観て、ミュージシャンになることを決意する。
1970年代からニューヨーク・シティでミュージシャンとしての活動を開始。活動初期に、ギタリストの増尾好秋のアルバムに参加している。
1978年3月2日、コロムビアのニューヨーク・スタジオでマイルス・デイヴィスのセッションにギタリストのラリー・コリエル、ピアニストの菊地雅章、ドラマーのアル・フォスターらと共に参加。このセッションは録音されたが世に出ていない。後にブートレッグで2010年辺りから出回っている。
1979年発表のナラダ・マイケル・ウォルデンのアルバム『スウィート・ダンス・ミュージック』に収録された「I Should Have Loved Ya」をウォルデンと共作し、これがヒットする。
ボーカリストとしての活動は、ジェームス・ブラウンの「Living in America」(アルバム『グラヴィティ』収録)の録音に参加した際に、ブラウンに、ベースの演奏だけでなくコーラスでの参加も強制されたことに始まる（下記、その他の項目を参照）。
スティーヴンスは、彼自身とギタリストのマイケル・バーンズ、ドラムのゲイリー・サリバンの3人からなる自身のバンド「ショッカ・ズールー」として、2007年に発表した『Africans in the Snow』（SPVレーベル）までの、7枚のアルバムを発表している。
スティーヴンスは自身のバンドでの活動だけでなく、様々なミュージシャンとの活動も行っており、例えば、スティーヴ・ヴァイやジョー・コッカー、シンディ・ローパー、リトル・スティーヴン、ティナ・ターナー、ダン・ハートマン、ビリー・ジョエルなどとの仕事があげられる。
プリテンダーズの旧メンバーとして、プラチナレコードに認定されたアルバム『ゲット・クロース』（1986年発売）にも参加している。
また、ベーシストとしてだけでなく、プロデューサーやアレンジャーとして、バーニー・ウォーレルやヴィニー・ムーアの参加したディープ・パープルのトリビュート・アルバム『Black Night - Deep Purple Tribute According To New York』を制作している。
2017年頃から認知症を患っており、ナーシングホームに入院中であることが明かされた。
2024年3月10日の夜に死去。72歳没。

## ツアー活動
こうした、ベース奏者、プロデューサー、作曲家としての活動の他、ツアーにも頻繁に出ている。
前述のショッカ・ズールーとしてのツアー活動の合間にも、様々なメンバーとのツアーを行っており、2004年にはジャン＝ポール・ブレリーと、プリンスのバンドでの活躍で知られるジョン・ブラックウェルと共にツアーを行った。2005年の秋にはニール・ザザとのアジア・ツアーを行い、その直後にショッカ・ズールーとのヨーロッパ・ツアーも行った。その後、カール・パーマーとアンドレア・ブレイドとのイタリア、ロシアでのツアーで2005年を終え、2007年にはザ・ヘッドハンターズのツアーにベーシストとして参加。
2011年の夏には、ブーツィー・コリンズのFunk Unityツアーに参加し、来日公演、東京でのサマーソニックへも出演した。

## 使用機材と奏法
スティーヴンスは、現在では特にワーウィックのベース、アンプを使用しており、またそのデモンストレーションでの活動も多い。
彼が主に使っているのは、ワーウィックのストリーマーベースのネックスルー型、4弦モデルで、そこにIngo Körnerのエアブラシによるアフリカをイメージしたカラフルなペイントがボディーの裏表・ネックにまで施された通称「ズールー・ウォーリアー(The Zooloo Warrior)」である。
モーリーでは、「Fonk Wah」というスティーヴンスのシグネチャーのベース用ワウペダルが製作されている。
スティーヴンスのベース奏法は独特で、指弾きと、親指を下に向けたままでのスラップ奏法を組み合わせて演奏する。この奏法はレッド・ホット・チリ・ペッパーズのフリーとほぼ同形だが、スティーヴンスの方がキャリアが長い。

## その他
- 2008年3月のスティーヴンスのソロ・ツアーの際に、彼の乗っていたツアーバスに、若いファンによって花火が投げつけられた。犯人の動機はヴァンダリズム的衝動によるものとされており、その代償として社会奉仕活動が命じられた。
- 前妻は徳島出身の日本人で、そのためにMCなどでは多くの日本語を話す。
- 山本政志の2000年の映画『リムジンドライブ』に主役のリムジン運転手役で出演している。
- スティーヴンスはもともとベースが専門であったが、上記の様に、ジェームス・ブラウンからの意向を受けボーカリストとしても活動するようになった。詳細としては、「Living in America」の録音時、ブラウンが自身のボーカルを録音する際に先にバックコーラスを必要としたが、コーラスのシンガーが渋滞で到着していなかったため、急きょスタジオにいたスティーヴンスが指名されたということである。この時、スティーヴンスは歌唱経験がないために断っているが、ブラウンは、構わない、と無理やり遂行させた。結果としてスティーヴンスは自身の新たな可能性に気付いたと発言している。なお、スティーヴンスは、スタジオでは「誰もジェームス・ブラウンのことをジェームスなどとは呼ばず、ミスター・ブラウンと呼ぶ」とも証言している。[1]

## ディスコグラフィ

### リーダー・アルバム
- 『ブーム!!』 - Boom (1995年) ※T.M.スティーヴンス・アウト・オブ・コントロール名義
- 『スティッキー・ウィキッド』 - Sticky Wicked (1996年) ※T.M.スティーヴンス・アウト・オブ・コントロール名義
- Ground Zero (1996年) ※EP
- Only You (1996年) ※EP
- 『ディープパープル・トリビュート』 - Black Night- Deep Purple Tribute According to New York (1997年) ※企画盤。7曲に参加
- 『ラジオアクティヴ』 - Radioactive (1999年)
- 『シャカ・ズールー』 - Shocka Zooloo (2001年)
- 『リムジン・ドライヴ (オリジナル・サウンドトラック)』 - Limousine Drive (2001年)
- Africans In The Snow (2007年)

### ヴァイ
- 『セックス&レリジョン』 - Sex & Religion (1993年) ※with スティーヴ・ヴァイ、テリー・ボジオ、デヴィン・タウンゼンド

### 参加アルバム
- 増尾好秋 : 『セイリング・ワンダー』 - Sailing Wonder (1978年)
- マンハッタン・フォーカス : 『マンハッタン・フォーカス』 - Manhattan Focus (1979年)
- 増尾好秋 : 『グッド・モーニング』 - Good Morning (1979年)
- 増尾好秋 : 『サンシャイン・アヴェニュー』 - Sunshine Avenue (1979年)
- ナラダ・マイケル・ウォルデン : 『スウィート・ダンス・ミュージック』 - Dance of Life (1979年) ※ヒット・シングル「I shoulda loved ya」を共同で作曲
- デヴィッド・サンシャス : Just As I Thought (1980年)
- 増尾好秋 : 『マスオ・ライヴ』 - Masuo Live (1980年)
- 増尾好秋 : 『ソング・イズ・ユー・アンド・ミー』 - Song is You and Me (1980年)
- 増尾好秋 : 『メロウ・フォーカス』 - Mellow Focus (1982年)
- トラメイン : 『サーチ・イズ・オーバー』 - Search Is Over (1983年)
- Gary Private : Secret Love (1983年)
- プリテンダーズ : 『ゲット・クロース』 - Get Close (1986年)
- ジェームス・ブラウン : 『グラヴィティ』 - Gravity (1986年)
- グレゴリー・アボット : 『シェイク・ユー・ダウン』 - Shake You Down (1986年)
- ビリー・スクワイア : 『イナフ・イズ・イナフ』 - Enough Is Enough (1986年)
- Lovebug Starski : House Rocker (1986年)
- リトル・スティーヴン : 『フリーダム - ノー・コンプロマイズ』 - Freedom - no compromise (1987年)
- ジョー・コッカー : 『アンチェイン・マイ・ハート』 - Unchain My Heart (1987年)
- ノナ・ヘンドリックス : 『フィーメイル・トラブル』 - Female Trouble (1987年) (Co wrote "Funky Land" B-side single)*
- Various Artists : 『クリスマス・エイド』 - A Very Special Christmas (1989年)
- ティナ・ターナー : 『フォーリン・アフェア』 - Foreign Affair (1989年)
- シンディ・ローパー : 『ア・ナイト・トゥ・リメンバー』 - A Night to Remember (1989年)
- テイラー・デイン : 『キャント・ファイト・フェイト』 - Can't Fight Fate (1989年)
- ジョー・コッカー : 『ワン・ナイト・オブ・シン』 - One Night of Sin (1989年)
- ジョー・コッカー : 『ライヴ・ベスト!』 - Joe Cocker Live! (1990年)
- ライオット : 『ザ・プリヴィレッジ・オブ・パワー』 - The Privilege of Power (1990年)
- ダーレン・ラヴ : 『ペイント・アナザー・ピクチャー』 - Paint Another Picture (1990年)
- Various Artists : 『トゥー・ルームス - エルトン・ジョン・ソングス』 - Two Rooms - Celebrating The Songs Of Elton John & Bernie Taupin (1991年)
- ティナ・ターナー : 『シンプリー・ザ・ベスト』 - Simply the Best (1991年)
- カーティス・スタイガーズ : 『胸につのる想い』 - Curtis Stigers (1991年)
- テイラー・デイン : 『ソウル・ダンシング』 - Soul Dancing (1992年)
- ジョー・コッカー : 『ナイト・コールズ』 - Night Calls (1992年)
- Massimo Riva : Matti come tutti (1993年)
- スティーヴィー・サラス : 『エレクトリック・パウワウ』 - The Electric Pow Wow (1993年)
- John Andrew : Parks (1993年)
- ビリー・ジョエル : 『リヴァー・オブ・ドリームス』 - River of Dreams (1993年)
- Gabrielle Roth : Trance (1993年)
- ジョー・コッカー : 『ザ・グレイテスト・ヒッツ・オブ・ジョー・コッカー』 - The Best of Joe Cocker (1993年)
- スティーヴィー・サラス・カラーコード : 『バック・フロム・ザ・リビング』 - Back from the living (1994年)
- The Uptown Horns : The Uptown Horns Revue (1994年)
- Gabrielle Roth : Luna (1994年)
- Big Bang : In the Beginning Was a Dr (1994年)
- hide : 『HIDE YOUR FACE』 - Hide Your Face (1994年)
- ジャン＝ポール・ブレリー : 『トリビュート・トゥ・ジミ』 - Tribute to Jimi (1995年)
- カーティス・スタイガース : 『タイム・ワズ』 - Time Was (1995年)
- Gabrielle Roth : Tongues (1995年)
- ジョー・グルシュキー&ザ・ハウスロッカーズ : 『アメリカン・バビロン』 - American Babylon (1995年)
- スティーヴィー・サラス・カラーコード : 『ライブ・イン・ジャパン』 - All that ... and born to mack - live in Japan (1995年)
- ミック・テイラー : 『シャドウ・マン』 - Shadow man (1996年)
- ニッケルバッグ : 『12ヒッツ・アンド・ア・バンプ』 - 12 Hits & A Bump (1996年)
- ナラダ・マイケル・ウォルデン : 『ベスト・オブ・ナラダ・マイケル・ウォルデン』 - Ecstasy's Dance:The Best of Narada (1996年)
- ビリー・スクワイア : 『アンソロジー』 - Reach for the Sky, the Anthology (1996年)
- ニッケルバッグ : Mas Feedback (1997年)
- ビリー・ジョエル : 『ザ・コンプリート・ヒッツ・ボックス1973-1997』 - Complete Hits Collection 1973-1997 (1997年)
- シシー・ヒューストン : He Leadeth Me (1997年)
- アンジェリーク・キジョー : Oremi + We Are One (1998年)
- JK : What's the Word (1998年)
- ステーシー・ラティソー : Very Best of Stacy Lattisaw (1998年)
- Illegal Aliens : International Telephone (1999年)
- Space Cadets : Da Bomb (1999年) ※with バーニー・ウォーレル
- ノナ・ヘンドリックス : Transformation: The Best of Nona Hendrix (1999年)
- Mark Whitfield : Take the Ride (1999年)
- スティーヴ・ヴァイ : 『ザ・セヴンス・ソング』 - The 7th Song: Enchanting Guitar Melodies - Archive (2000年)
- 2パック : The Rose That Grew from Concrete (2000年)
- ジェームス・ブラウン : Best of (2000年)
- シリーナ・ジョンソン : 『チャプター1:ラブ、ペイン＆フォーギヴネス』 - Chapter 1: Love, Pain & Forgiveness (2001年)
- 03 : 03 (2002年)
- Jeff Pitchell and Texas Flood : Heavy Hitter (2002年)
- トラヴァース & アピス : It takes a lot of balls (2004年)
- ヴィクター・ウッテン : Soul Circus (2004年)
- Aina : Days of Rising Doom: The Metal Opera (2004年)
- ミンディ・エイベア : 『カム・アズ・ユー・アー』 - Come as you are (2004年)
- トラヴァース & アピス : Live at the House of Blues (2005年)
- ザ・ヘッドハンターズ : 『オン・トップ : ライヴ・イン・ヨーロッパ』 - On Top (2008年)
- Temple Of Soul : Brothers in Arms (2008年)
- Swans In Flight : Swans In Flight (2008年)